# Việt Báo (California)
Việt Báo (tiếng Anh: Việt Báo Daily News) là một tờ nhật báo tiếng Việt được xuất bản tại Garden Grove, California, Hoa Kỳ, cho cộng đồng người Mỹ gốc Việt. Việt Báo là một trong năm nhật báo tiếng Việt được phổ biến ở khu Little Saigon tại Quận Cam.

## Lịch sử
Việt Báo được sáng lập năm 1992 bởi nhà văn Nhã Ca và nhà thơ Trần Dạ Từ. Ban đầu tờ báo có tên Việt Báo Kinh Tế và có trụ sở tại Westminster, California. Tờ báo ra số hàng tuần cho đến năm 1995 và sau đó ra số hàng ngày. Tính đến năm 2012, nó cũng xuất bản các ấn bản địa phương tại San Jose, California; Tacoma, Washington; và Houston.

## Cuộc thi viết
Từ tháng 5 năm 2000, Việt Báo và tổ chức phi lợi nhận Việt Báo Foundation tổ chức một cuộc thi viết hàng năm với tên Viết Về Nước Mỹ (Writing on America), nói chung có các bài viết về trải nghiệm của người Mỹ gốc Việt. Tính đến năm 2012, cuộc thi này đã nhận tổng số 17.000 bài viết, trong số đó 4.380 đã được biên tập và xuất bản. Các cuốn hợp tuyển được xuất bản trong tiếng Anh và tiếng Việt. Lễ trao giải đã thu hút người tham gia từ khắp nước Mỹ.